# Édouard Darlu
Le comte Henri Édouard Darlu est un agent de change français né le 19 mars 1837 à Paris et mort dans la même ville le 14 janvier 1923. Il est, avec Jules-Joseph Hennecart, l'un des fondateurs de la station balnéaire de La Baule.

## Biographie
Édouard Darlu naît à Paris le 19 mars 1837. Fils d'un avoué au tribunal civil de la Seine, il est le neveu d'Adrien-Charles Calley Saint-Paul et le beau-frère d'Ernest Denormandie, marié à sa sœur.
En 1875, il découvre La Baule-Escoublac où il décide d'investir aux côtés de Jules Hennecart. Il soutient l'extension de la station balnéaire contre son associé qui préfère lui conserver un caractère familial. Il est l'un des partisans de la construction du casino, sur lequel Hennecart s'oppose également.
Il est également à l'origine de la création du quartier des Oiseaux, où chaque allée porte le nom d'un volatile.